# 沙河 (螳螂川)
沙河是云南省金沙江水系普渡河的一条支流，发源于昆明市西郊玉案山，向南流经明朗水库，进入安宁市后折向西南方，西循洛阳山北至安宁市区东南部大菜园村附近注入螳螂川。沿河有桥头村、糍粑铺、葡萄桥、小桃花、大桃花、大罗白菜园、大罗白石梯坝等7座拦河坝。流域面积88.94平方千米（包括明朗水库46平方千米），全长14.05公里，河床平均坡降5%，年平均径流量0.158亿立方米。
为了缩短滇池草海的换水周期，提高滇池水体的流速，改善草海水质，1996年建成了穿越西山的西园隧洞，使沙河成为滇池的一个泄洪出口。